# Isotima ruficollis
Isotima ruficollis là một loài tò vò trong họ Ichneumonidae.